# 小丑

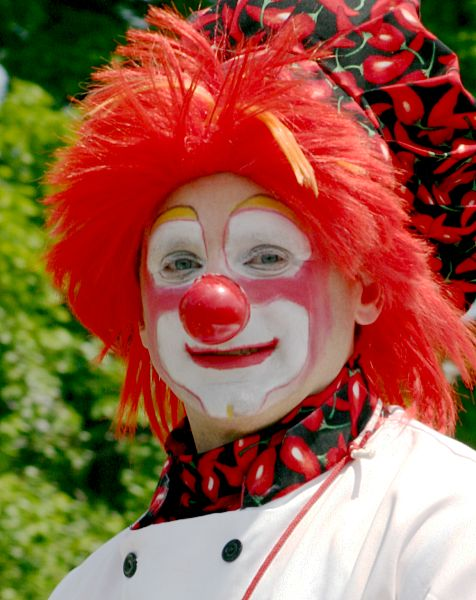
一名小丑

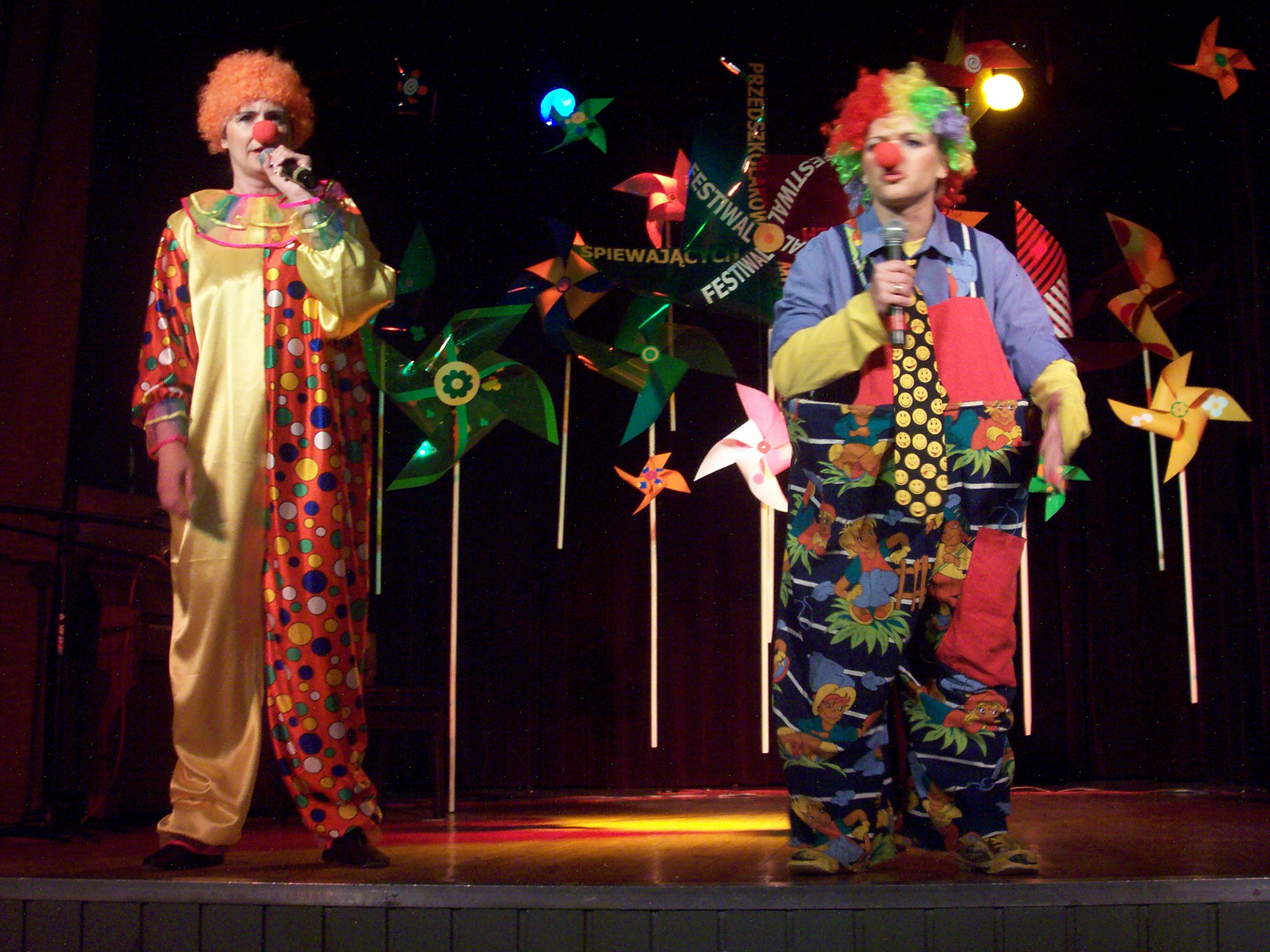
小丑的造型

小丑，又称道化师，是喜劇表演者之一，常見於舞台、馬戲團、綜藝節目、嘉年華、兒童節目及生日會等。他們表演時多穿著特大鞋子及奇裝異服，其臉部也經塗裝，尤以鼻子較為突出。這些化妆務求為觀眾帶來歡笑，通常小丑都會以自身出糗來娛樂觀眾。
小丑是吸引兒童的表演者之一，美國連鎖快餐店麥當勞的形象大使麥當勞叔叔便是以小丑造型見稱，很受小孩歡迎，因而吸引了不少兒童光顧。

## 小丑種類
白臉小丑（White face）
典型的白面小丑，臉的底色是白色，眼鼻口則會用紅或黑色，其他的裝飾會用不同顏色來點綴，白面小丑的眼鼻口大小會和一般人相同。
彩面小丑（Auguste）
典型的傻瓜，底色是紅色及白色，眼鼻口的形狀是巨大的口和眼都有闊闊的白邊。
乞丐性小丑（Tramp/Hobo）
这一类小丑，主要是当年美国煤炭火车被淘汰后，火车的驾驶员转行当小丑开始的。这些小丑是會有鬍子、鬍鬚、雀斑、滄桑感、禿頭，但卻很愛打扮。最常扮演的角色是流浪漢或無業遊民。
丑角（Harlequin）
人物小丑采用一个古怪的角色类型,如屠夫、面包师,一个警察,一个家庭主妇或流浪汉。这种类型的主要例子马戏团小丑的流浪汉奥托Griebling和艾美特凯利。红斯凯尔顿,哈罗德·劳埃德·巴斯特基顿,查理·卓别林都符合人物小丑的定义。
傷心小丑（Pierrot）
在一旁陪笑的角色，以被欺負、羞辱取悅觀眾，特徵是臉頰上畫上淚珠圖案。

## 小丑人物
- 《大力水手》中的布魯托
- 美國麥當勞連鎖快餐店的形象大使「麥當勞叔叔」
- 《蝙蝠俠》裡面的頭號壞蛋小丑
- 《ONE PIECE》中的巴奇
- 《英雄聯盟》中的羅DJ

## 歧異形象
「小丑」一詞在很多用法中具有貶義，帶有滑稽可笑和難登大雅之堂的意涵，不是一個友善的稱呼。例如成語「跳梁小丑」就是指難成氣候的小人物，或者說某政治家是「政治小丑」以暗諷其愛作秀但缺乏內涵等等。在《蝙蝠俠》和《再生侠》等超級英雄故事中，反派人物時為小丑造型（即反派“小丑”和“三角魔”）。

## 負面事件
在1972年至1978年之間，美國的連環殺手約翰·韋恩·蓋西（經常在慈善活動中以小丑形象示人）對至少33名年齡由14歲至21歲的男孩及年輕男性進行了性侵犯和謀殺，如今的小丑恐慌（Coulrophobia）或許來自於此。
2014年開始，陸陸續續出現「邪惡小丑」事件，有些小丑甚至拿刀和棍棒嚇人甚至傷人，也使得小丑產生負面形象，到2016年達到嚴重情形，使在美國的麥當勞叔叔因為形象相似不得不停止在2016年10月以後的活動。